# سکسی نوکیم
«سکسی نوکیم» (انگلیسی: Sexy Nukim; کره‌ای: 섹시느낌; لاتین‌نویسی اصلاح‌شده: Seksi Neukkim; lit. Sexy Feeling) ترانه‌ای از گروه کالکتیو موسیقی اهل کره جنوبی، بالمینگ تایگر با همکاری رپر اهل کره جنوبی، آراِم از بی‌تی‌اس است. نویسندگی ترانه را اعضای گروه، بی‌جی دابلیوان‌جی‌ان، امگا ساپین، مود د استیودنت به همراه آراِم انجام داده‌اند. اعضای گروه سان یاون به همراه بی‌جی دابلیوان‌جی‌ان تهیه‌کنندگی را بر عهده داشتند. «سکسی نوکیم» به عنوان یک تک‌آهنگ دیجیتال در ۱ سپتامبر ۲۰۲۲ منتشر شد و آخرین اثر گروه قبل از آن، «لوپ؟» در سال ۲۰۲۱ بود و همچنین نخستین همکاری این گروه با یک آرتیست دیگر به‌شمار می‌آید.

## جدول‌های موسیقی
| جدول (۲۰۲۲)                                      | بالاترین جایگاه |
| ------------------------------------------------ | --------------- |
| تک‌آهنگ‌های داغ نیوزیلند (انجمن صنعت ضبط نیوزیلند) | ۳۳              |
| دانلود کره جنوبی (گائون)                         | ۲۳              |
| فروش تک‌آهنگ‌های بریتانیا (اوسی‌سی)                 | ۶۰              |
| جدول‌های بیلبورد ایالات متحده (بیلبورد)           | ۴               |
| جدول‌های بیلبورد ایالات متحده (بیلبورد)           | ۱               |

## تاریخچه انتشار
| منطقه | تاریخ          | فرمت                  | ناشر          | منابع |
| ----- | -------------- | --------------------- | ------------- | ----- |
| مختلف | ۱ سپتامبر ۲۰۲۲ | دانلود دیجیتال استریم | بالمینگ تایگر | [ ۸ ] |